# 河村めぐみ
河村 めぐみ（かわむら めぐみ、1983年7月12日 - ）は、元女子バレーボール選手、モデル。日本放送協会学園高等学校（現在のNHK学園高等学校）卒業。

## 経歴
福岡県北九州市出身。小学生の時、テレビ番組「投稿!特ホウ王国」で「日本一大きな小学生」として登場した。それを見たあるバレーボール部監督が、連絡先を探してスカウトしたことがきっかけでバレーボールを始める。 
小学生の頃から飛びぬけて背が高く、小学5年の時にはすでに179cmあった。中学生の頃には、現在の身長と同じ193cmまで達した。中学3年の時、第12回全国都道府県対抗中学バレーボール大会（アクエリアスカップ中学バレー）に、大分県の選抜チームとして出場し準優勝に貢献した。またこの大会で、将来の五輪候補選手として最も期待する選手に贈られるJOC・JVAカップを受賞した。
高校は大分県中津市の東九州龍谷高等学校に進学した。高校在学中に全日本代表に選ばれ、史上最長身の日本人女子バレーボール選手として注目された（後に195cmの塚原佳代子が更新し、その後さらに196cmの小林エンジェリーナ優姫が更新）。
2001年、バレーボール・ワールドグランプリで代表デビューを果たし、同大会及び2001年グラチャンでは、高さで劣る日本女子バレーボールチームの切り札として出場した。
2001年11月、東九州龍谷高校を中退して（NHK学園高等学校に転校）、NECレッドロケッツに入団した。入団2年目まではチームメイトの杉山祥子と大友愛の控えに甘んじていたが、入団3年目からはレギュラーポジションに定着した。高さを活かした速いクイック攻撃やブロックでセンタープレイヤーとして活躍し、第11回（2004-05シーズン）Vリーグで新人賞を受賞した。
2002年、釜山でアジア大会に出場した。
2005年8月、22歳で現役を引退した。引退後はモデルとして活動を始める。
2005年9月26日、東京厚生年金会館で行われた「'06ミス・インターナショナル日本代表選出大会」に出場したが、入賞を逃した。この選出大会主催によるインターネット人気投票の中間発表で1位だったが、最終結果で逆転された。

## エピソード
- ブランコで立ちこぎをする時、頭をよく鉄柱にぶつけた。
- 父は190cm，兄は183cm，弟は190cmしかない（それでも世間から比べれば父と弟はもちろん兄も背は高い）。
- ホテルのベッドで寝る時、体を斜めにする。
- 2001年グラチャンでのキャッチフレーズは、『期待のダイヤの原石』であった。
- 栗原恵のコートネームがメグではなくコウであったのは、1年先輩に河村がいたというのも原因のひとつとして挙げられる。
- 2005年11月放送のラジかる!!の『まちゃまちゃの大食い完食道場破りッ!』のコーナーでは30分で寿司を50貫完食した。

## 個人成績
Vリーグレギュラーラウンドにおける個人成績は下記の通り。
| シーズン | 所属 | 出場 | 出場   | アタック | アタック | アタック | アタック | ブロック | ブロック | サーブ | サーブ | サーブ | サーブ | レセプション | レセプション | 総得点 | 備考 |
| -------- | ---- | ---- | ------ | -------- | -------- | -------- | -------- | -------- | -------- | ------ | ------ | ------ | ------ | ------------ | ------------ | ------ | ---- |
| シーズン | 所属 | 試合 | セット | 打数     | 得点     | 決定率   | 効果率   | 決定     | /set     | 打数   | エース | 得点率 | 効果率 | 受数         | 成功率       | 総得点 | 備考 |
| 2001/02  | NEC  | 14   | 23     | 5        | 1        | 20.0%    | %        | 1        | 0.04     | 10     | 0      | 0.00%  | 7.5%   | 0            | 0.0%         | 2      |      |
| 2002/03  | NEC  | 21   | 51     | 18       | 7        | 38.9%    | %        | 3        | 0.06     | 16     | 0      | 0.00%  | 12.5%  | 2            | 100.0%       | 10     |      |
| 2003/04  | NEC  | 18   | 53     | 3        | 0        | 0.0%     | %        | 2        | 0.04     | 1      | 0      | 0.00%  | 0.0%   | 0            | 0.0%         | 2      |      |
| 2004/05  | NEC  | 27   | 104    | 474      | 202      | 42.6%    | %        | 69       | 0.66     | 304    | 17     | 5.59%  | 12.4%  | 19           | 52.6%        | 288    |      |
| 通算     | 通算 | 80   | 231    | 500      | 210      | 42.0%    | %        | 75       | 0.32     | 331    | 17     | 5.14%  | 12.2%  | 21           | 57.1%        | 302    |      |

## 出演

### テレビ
- ラジかる!!（日本テレビ系）